# Fotogramas
Fotogramas est une revue espagnole de cinéma fondée en 1946 par Antoni Nadal Rodó. Elle a d'abord été hebdomadaire jusqu'en juillet 1981, avant de devenir mensuelle.
Durant le régime de Franco, Fotogramas a été l'une des rares publications à critiquer la censure.